# Birmingham Newman University
Die Birmingham Newman University ist eine öffentliche Institution, die sich im Vorort Bartley Green in Birmingham, England befindet. Die Universität wurde 1968 als Newman College of Higher Education gegründet. Von 2008 bis 2013 war sie als Newman University College bekannt, bis sie 2013 den Status einer Universität erhielt. Bis 2018 haben mehr als 20.000 Studenten an dieser Bildungseinrichtung ihren Abschluss erworben.

## Geschichte
1965 stiftete der katholische Erzbischof von Birmingham, George Patrick Dwyer, ein Grundstück in Bartley Green für den Bau einer kleinen katholischen Bildungseinrichtung für spätere Lehrer. 1966, noch während der Bauarbeiten, wurde Simon Quinlan zum ersten Schulleiter und Joe Blackledge zum stellvertretenden Schulleiter ernannt. Im Jahr 1968 nahm das College eine erste Gruppe von 182 Studenten auf. Im Juli 1971 wurde der Bau abgeschlossen, die Kosten hierfür betrugen ungefähr 1500,00 £. Im darauffolgenden Jahr erhielten die ersten Studenten den Abschluss „Bachelor of Education“.
1983 schlossen das Newman College und das Westhill College eine Partnerschaft, da beide von der Schließung bedroht waren. Die Zusammenarbeit diente dazu, um Ressourcen zu teilen und die Ausbildungsmöglichkeiten der Studenten zu erweitern.
1990 war das Newman College die viertgrößte Bildungseinrichtung des Landes für die Ausbildung von Grundschullehrern. Dies war teilweise dem Anstieg von Studenten aus Übersee geschuldet.
Zwischen 2000 und 2008 expandierte das College und die Zahl der Studierenden stieg um 112 %. Außerdem wurden alle Abschlüsse des Colleges von der University of Leicester validiert. 2006 erhielt Newman die höchste Bewertung von allen Hochschulen in der Guardian-League-Tabelle. 2007 wurde der Institution die Befugnis zur Vergabe von Abschlüssen vom Kronrat erteilt, womit die Einrichtung nun Unabhängigkeit gewann.

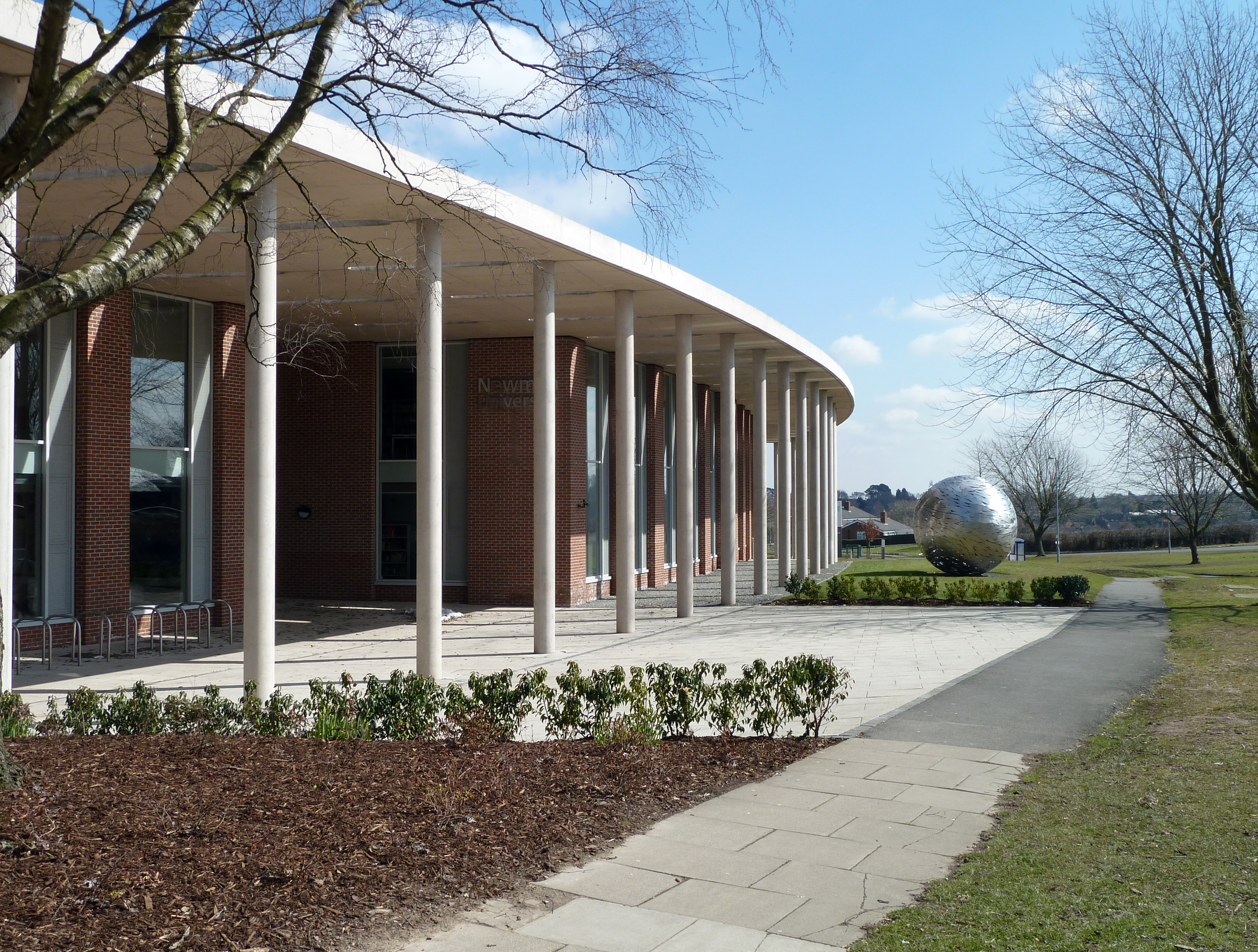
Bibliotheksgebäude der Newman University

2010 begannen die ersten Bauarbeiten zur Erneuerung des Campus des ehemaligen Colleges. Im gleichen Jahr wurden sie aufgrund vieler Recycling-Projekte und Neuerungen mit dem Bronze Award von Ecocampus ausgezeichnet. Newman erhielt den Titel der Universität als eine von drei katholischen Universitäten im Vereinigten Königreich und erste katholische Universität seit der englischen Reformation.
Auch in den darauffolgenden Jahren gingen die Arbeiten am Campus weiter, wobei beispielsweise 2008 angekündigt wurde, innerhalb der nächsten fünf Jahre 22 Millionen Pfund zu investieren. Dies zahlte sich 2017 aus, als die Universität mit dem goldenen Ecocampus-Award ausgezeichnet wurde.

## Wappen
Die Institution steht auf einem Grundstück, das laut dem Domesday Book dem Thane „Wolfwine“ gehörte. Der Wolf in der Mitte des Wappens soll an diesen erinnern. Die Zick-Zack-Linie oberhalb des Wolfes wurde dem persönlichen Wappen des Kardinals John Henry Newman entnommen, der auch der Namensgeber der Bildungseinrichtung ist. Die beiden Kreuze des Heiligen Chad, eines lokalen Heiligen, symbolisieren die Wahrheitssuche durch eine ausgewogene Bildung. Außerdem unterstreichen sie die enge Verbindung zum Heiligen Chad. Die sogenannte „flammende Fackel des Wissens, die das Licht repräsentiert“ soll den pädagogischen Zweck der Universität versinnbildlichen.
Das Motto des früheren College „Ex Umbris in Veritatem“ leitet sich aus den Schriften von John Henry Newman her und bedeutet „aus den Schatten zur Wahrheit“.

## Zahlen zu den Studierenden
Im Studienjahr 2022/2023 nannten sich von den 2775 Studenten der Birmingham Newman University 2105 weiblich (75,9 %) und 670 männlich (24,1 %). Von den 2845 Studenten 2020/2021 waren 2185 weiblich (76,8 %) und 655 männlich (23,0 %). 2805 Studierende kamen aus England, 5 aus Schottland, 10 aus Wales, 5 aus Nordirland und 20 aus der EU. 2120 der Studierenden (74,5 %) strebten ihren ersten Studienabschluss an, sie waren also undergraduates. 725 arbeiteten auf einen weiteren Abschluss hin, sie waren postgraduates, die auf einen Masterabschluss lernten.